# Diocesi di Bokungu-Ikela
La diocesi di Bokungu-Ikela (in latino Dioecesis Bokunguensis-Ikelaënsis) è una sede della Chiesa cattolica nella Repubblica Democratica del Congo suffraganea dell'arcidiocesi di Mbandaka-Bikoro. Nel 2022 contava 285.699 battezzati su 966.062 abitanti. È retta dal vescovo Toussaint Iluku Bolumbu, M.S.C.

## Territorio
La diocesi comprende i territori di Ikela e Bokungu nella provincia dell'Equatore in Congo. Dal 2005 i due territori fanno parte della nuova provincia di Tshuapa.
Sede vescovile è la città di Bokungu, dove si trova la cattedrale dedicata a Maria Regina d'Africa.
Il territorio si estende su 42.000 km² ed è suddiviso in 15 parrocchie.

## Storia
La diocesi di Ikela fu eretta l'11 settembre 1961 con la bolla Mater Ecclesia di papa Giovanni XXIII, ricavandone il territorio dall'arcidiocesi di Coquilhatville (oggi arcidiocesi di Mbandaka-Bikoro).
Il 25 aprile 1962, con la lettera apostolica Regni Mariae, Giovanni XXIII ha proclamato la Beata Maria Vergine Regina d'Africa patrona principale della diocesi.
Il 16 giugno 1967 in seguito alla traslazione della sede vescovile da Ikela a Bokungu ha cambiato nome in diocesi di Bokungu-Ikela in forza del decreto Cum Excellentissimus della Congregazione di Propaganda Fide.

## Cronotassi dei vescovi
Si omettono i periodi di sede vacante non superiori ai 2 anni o non storicamente accertati.
- Joseph Weigl, M.S.C. † (11 settembre 1961 - 18 marzo 1982 dimesso)
- Joseph Kumuondala Mbimba † (18 marzo 1982 - 11 ottobre 1991 nominato arcivescovo di Mbandaka-Bikoro)
  - Sede vacante (1991-1993)
- Joseph Mokobe Ndjoku (6 dicembre 1993 - 9 novembre 2001 nominato vescovo di Basankusu)
  - Sede vacante (2001-2004)
  - Joseph Kumuondala Mbimba † (21 dicembre 2001 - 22 novembre 2004) (amministratore apostolico)
- Fridolin Ambongo Besungu, O.F.M.Cap. (22 novembre 2004 - 12 novembre 2016 nominato arcivescovo di Mbandaka-Bikoro)
  - Sede vacante (2016-2019)
  - Fridolin Ambongo Besungu, O.F.M.Cap. (12 novembre 2016 - 6 marzo 2018) (amministratore apostolico)
  - Emery Kibal Mansong'loo, C.P. (6 marzo 2018 - 13 maggio 2019) (amministratore apostolico)
- Toussaint Iluku Bolumbu, M.S.C., dal 13 maggio 2019

## Statistiche
La diocesi nel 2022 su una popolazione di 966.062 persone contava 285.699 battezzati, corrispondenti al 29,6% del totale.
| anno | popolazione | popolazione | popolazione | presbiteri | presbiteri | presbiteri | presbiteri                | diaconi | religiosi | religiosi | parrocchie |
| anno | battezzati  | totale      | %           | numero     | secolari   | regolari   | battezzati per presbitero | diaconi | uomini    | donne     | parrocchie |
| ---- | ----------- | ----------- | ----------- | ---------- | ---------- | ---------- | ------------------------- | ------- | --------- | --------- | ---------- |
| 1970 | 23.200      | 230.000     | 10,1        | 40         | 21         | 19         | 580                       |         | 22        | 25        | 8          |
| 1980 | 38.130      | 207.630     | 18,4        | 18         | 1          | 17         | 2.118                     |         | 22        | 29        | 15         |
| 1990 | 41.493      | 284.000     | 14,6        | 22         | 8          | 14         | 1.886                     |         | 23        | 34        | 14         |
| 1997 | 87.428      | 506.312     | 17,3        | 27         | 18         | 9          | 3.238                     |         | 16        | 34        | 14         |
| 2001 | 91.000      | 510.312     | 17,8        | 23         | 19         | 4          | 3.956                     |         | 9         |           | 14         |
| 2002 | 91.430      | 511.432     | 17,9        | 19         | 16         | 3          | 4.812                     |         | 7         | 18        | 14         |
| 2003 | 44.300      | 520.450     | 8,5         | 19         | 16         | 3          | 2.331                     |         | 8         | 21        | 14         |
| 2004 | 47.300      | 528.480     | 9,0         | 19         | 16         | 3          | 2.489                     |         | 8         | 22        | 13         |
| 2006 | 49.351      | 617.000     | 8,0         | 20         | 16         | 4          | 2.467                     |         | 8         | 26        | 14         |
| 2011 | 210.736     | 691.000     | 30,5        | 32         | 25         | 7          | 6.585                     |         | 19        | 32        | 15         |
| 2012 | 211.958     | 692.723     | 30,6        | 31         | 24         | 7          | 6.837                     |         | 17        | 34        | 15         |
| 2015 | 288.762     | 748.000     | 38,6        | 28         | 24         | 4          | 10.312                    |         | 12        | 34        | 15         |
| 2018 | 292.240     | 765.930     | 38,2        | 20         | 16         | 4          | 14.612                    |         | 13        | 31        | 15         |
| 2020 | 284.552     | 924.807     | 30,8        | 21         | 17         | 4          | 13.550                    |         | 11        | 37        | 15         |
| 2022 | 285.699     | 966.062     | 29,6        | 23         | 18         | 5          | 12.421                    |         | 11        | 22        | 15         |